# Spanje op de Olympische Winterspelen 1984
Tijdens de Olympische Winterspelen van 1984, die in Sarajevo (Joegoslavië) werden gehouden, nam Spanje voor de elfde keer deel.

## Deelnemers en resultaten

### Alpineskiën
| Olympiër                | Discipline       | Resultaat | Prestatie                       |
| ----------------------- | ---------------- | --------- | ------------------------------- |
| Luis Fernández Ochoa    | reuzenslalom (m) | dnf-1     | opgave run 1                    |
| Luis Fernández Ochoa    | slalom (m)       | dnf-2     | opgave run 2                    |
| Jorge Pérez             | reuzenslalom (m) | 20e       | 2.47,97 (+6,79) 1.23,64+1.24,33 |
| Jorge Pérez             | slalom (m)       | dq-2      | diskwalificatie run 2           |
| Carlos Salvadores       | reuzenslalom (m) | dq-1      | diskwalificatie run 1           |
| Carlos Salvadores       | slalom (m)       | dnf-1     | opgave run 1                    |
|                         |                  |           |                                 |
| Blanca Fernández Ochoa  | reuzenslalom (v) | 6e        | 2.22,14 (+1,16) 1.09,52+1.12,62 |
| Blanca Fernández Ochoa  | slalom (v)       | dnf-2     | opgave run 2                    |
| Dolores Fernández Ochoa | reuzenslalom (v) | dnf-2     | opgave run 2                    |
| Dolores Fernández Ochoa | slalom (v)       | dnf-1     | opgave run 1                    |

### Biatlon
| Olympiër          | Discipline | Resultaat | Prestatie                                     |
| ----------------- | ---------- | --------- | --------------------------------------------- |
| Cecilio Fernández | 10 km (m)  | 55e       | 39.27,5 (+8.33,7) pen.: 2 (1 / 1)             |
| Cecilio Fernández | 20 km (m)  | 57e       | 1:34.42,0 (+22.49,3) pen.: 9 (3 / 2 / 2 / 2)  |
| Manuel García     | 10 km (m)  | 56e       | 40.16,6 (+9.22,8) pen.: 6 (3 / 3)             |
| Manuel García     | 20 km (m)  | 56e       | 1:34.12,4 (+22.19,7) pen.: 10 (2 / 3 / 3 / 2) |

### Langlaufen
| Olympiër    | Discipline | Resultaat | Prestatie            |
| ----------- | ---------- | --------- | -------------------- |
| José Giro   | 15 km (m)  | 45e       | 45.50,3 (+4.24,7)    |
| José Giro   | 30 km (m)  | 56e       | 1:43.18,8 (+14.22,5) |
| José Giro   | 50 km (m)  | 41e       | 2:33.31,5 (+17.35,7) |
| Miguel Prat | 15 km (m)  | 61e       | 48.30,6 (+7.05,0)    |
| Miguel Prat | 30 km (m)  | 66e       | 1:48.46,3 (+19.50,0) |
| Miguel Prat | 50 km (m)  | 46e       | 2:38.07,0 (+22.11,2) |

### Schansspringen
| Olympiër       | Discipline         | Resultaat | Prestatie                                        |
| -------------- | ------------------ | --------- | ------------------------------------------------ |
| Ángel Janiquet | normale schans (m) | 58e       | 121,7 punten 58,2 p. (64,5 m) + 63,5 p. (67,5 m) |
| José Rivera    | normale schans (m) | 54e       | 141,5 punten 71,5 p. (72,5 m) + 70,0 p. (70,0 m) |
| José Rivera    | grote schans (m)   | 48e       | 113,9 punten 63,3 p. (84,0 m) + 50,6 p. (76,0 m) |
| Bernat Sola    | normale schans (m) | 56e       | 132,9 punten 72,1 p. (71,0 m) + 60,8 p. (65,5 m) |
| Bernat Sola    | grote schans (m)   | 50e       | 99,3 punten 47,3 p. (74,0 m) + 52,0 p. (77,0 m)  |

Andorra · Argentinië · Australië · België · Bolivia · Bondsrepubliek Duitsland · Britse Maagdeneilanden · Bulgarije · Canada · Chili · China · Chinees Taipei · Costa Rica · Cyprus · Duitse Democratische Republiek · Egypte · Finland · Frankrijk · Griekenland · Groot-Brittannië · Hongarije · IJsland · Italië · Japan · Joegoslavië · Libanon · Liechtenstein · Marokko · Mexico · Monaco · Mongolië · Nederland · Nieuw-Zeeland · Noord-Korea · Noorwegen · Oostenrijk · Polen · Puerto Rico · Roemenië · San Marino · Senegal · Sovjet-Unie · Spanje · Tsjecho-Slowakije · Turkije · Verenigde Staten · Zuid-Korea · Zweden · Zwitserland